# QUEENDOM (SHOW-YAのアルバム)
『QUEENDOM』（クイーンダム）はSHOW-YAの2枚目のオリジナル・アルバム。

## 内容
『MASQUERADE SHOW』から僅か半年での2枚目のアルバム。通算2枚目となる先行シングル「しどけなくエモーション」の作詞を除き自作で行った。
「Mr. J」はドラムの角田美喜が初めて単独で作曲を手掛けた。「I CAN TELL YOU」は中村美紀による英語詞。

## 収録曲
| 全作詞: 寺田恵子（特記以外）湯川れい子（6）中村美紀（10）、全編曲: SHOW-YA。 |                            |                                                      |            |      |
| #                                                                            | タイトル                   | 作詞                                                 | 作曲       | 時間 |
| 1.                                                                           | 「Broken my heart」        | 寺田恵子 （特記以外） 湯川れい子 （6）中村美紀（10） | 中村美紀   | 4:53 |
| 2.                                                                           | 「Mr. J」                  | 寺田恵子 （特記以外） 湯川れい子 （6）中村美紀（10） | 角田美喜   | 3:35 |
| 3.                                                                           | 「In The Night」           | 寺田恵子 （特記以外） 湯川れい子 （6）中村美紀（10） | 五十嵐美貴 | 4:50 |
| 4.                                                                           | 「シークレット」           | 寺田恵子 （特記以外） 湯川れい子 （6）中村美紀（10） | 中村美紀   | 3:43 |
| 5.                                                                           | 「時を越えて」             | 寺田恵子 （特記以外） 湯川れい子 （6）中村美紀（10） | 五十嵐美貴 | 5:52 |
| 6.                                                                           | 「しどけなくエモーション」 | 寺田恵子 （特記以外） 湯川れい子 （6）中村美紀（10） | 中村美紀   | 4:11 |
| 7.                                                                           | 「AGAIN」                  | 寺田恵子 （特記以外） 湯川れい子 （6）中村美紀（10） | 中村美紀   | 4:01 |
| 8.                                                                           | 「サイレント・ヴィジョン」 | 寺田恵子 （特記以外） 湯川れい子 （6）中村美紀（10） | 中村美紀   | 5:13 |
| 9.                                                                           | 「FIRE」                   | 寺田恵子 （特記以外） 湯川れい子 （6）中村美紀（10） | 五十嵐美貴 | 5:04 |
| 10.                                                                          | 「I CAN TELL YOU」         | 寺田恵子 （特記以外） 湯川れい子 （6）中村美紀（10） | 中村美紀   | 3:16 |
| 合計時間:                                                                    | 合計時間:                  | 合計時間:                                            | 44:38      |      |